# أهل كوه (سرتشهان)
أهل کوه (بالفارسية: اهل کوه) هي قرية تقع في إيران في قسم سرتشهان الريفي. يقدر عدد سكانها بـ 112 نسمة بحسب إحصاء 2016.